# Oyndarfjørður község
Oyndarfjørður község (feröeriül: Oyndarfjarðar kommuna) egy megszűnt község Feröeren. Eysturoy északkeleti részén feküldt.

## Történelem
A község 1918-ban jött létre Eysturoy egyházközség szétválásával. Végleges formáját 1948-ban nyerte el Elduvík község önállósulásával.
2005. január 1-jétől Runavík község része lett.

## Önkormányzat és közigazgatás

### Települések
| Település       | Mióta a község része | Előző község          | Meddig a község része | Következő község | Megjegyzés         |
| --------------- | -------------------- | --------------------- | --------------------- | ---------------- | ------------------ |
| Elduvík         | 1918                 | Eysturoy egyházközség | 1948                  | Elduvík község   |                    |
| Funningsfjørður | 1918                 | Eysturoy egyházközség | 1948                  | Elduvík község   |                    |
| Oyndarfjørður   | 1918                 | Eysturoy egyházközség | 2004. december 31.    | Runavík község   | A község székhelye |

## Népesség
| Év              | Lakosság |
| --------------- | -------- |
| 1986. január 1. | 194      |
| 1991. január 1. | 180      |
| 1996. január 1. | 163      |
| 2001. január 1. | 178      |